# Manilla (moneta)

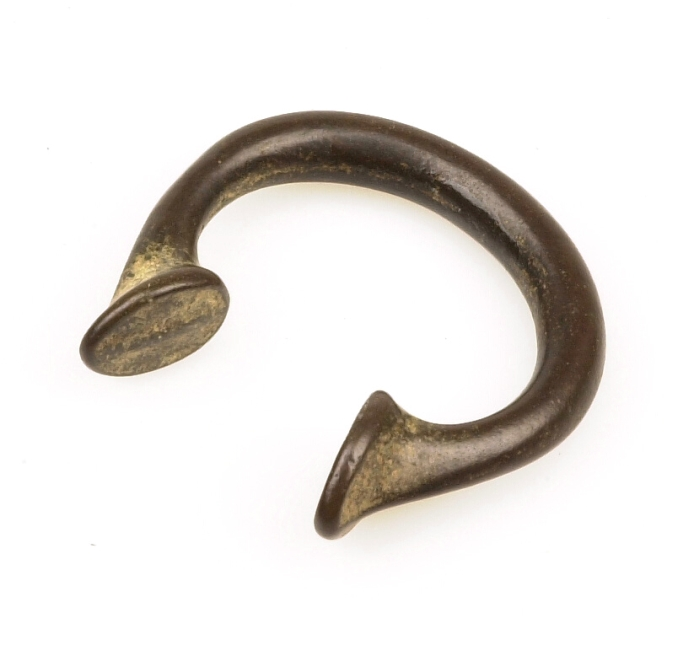
mMnilla di tipo Okpoho del sud-est della Nigeria.

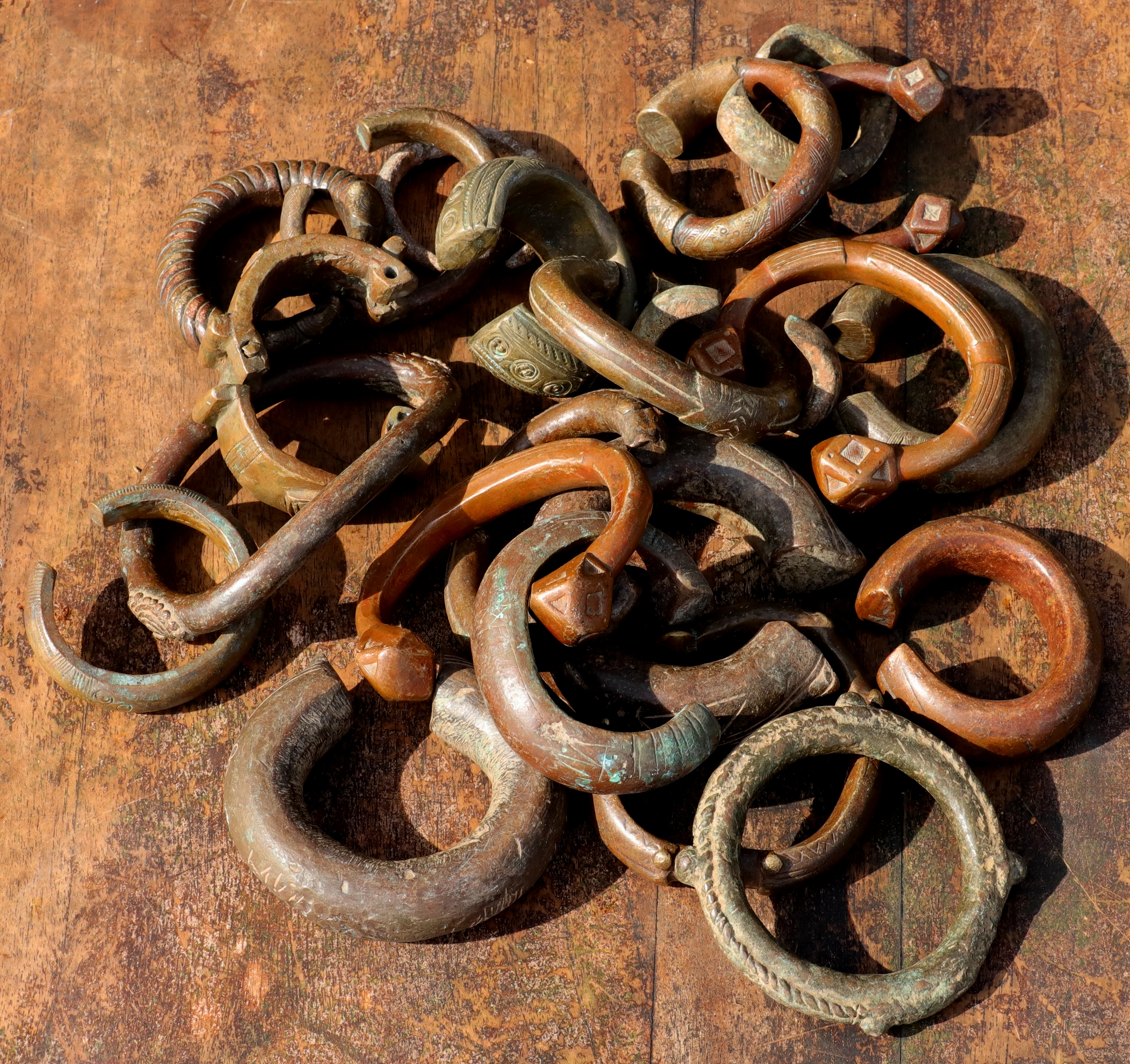
Manilla in fascio di rame e leghe di rame, varie epoche, Africa occidentale.

Le manillas (sing. manilla) sono una forma di moneta merce, solitamente fatta di bronzo o rame, usata in Africa occidentale. Sono stati prodotti in gran numero in un'ampia gamma di modelli, dimensioni e pesi. Originatisi prima del periodo coloniale, forse come risultato del commercio con l'Impero portoghese, le manillas continuarono a servire come moneta fino alla fine degli Anni '40 e talvolta è ancora usato come decorazione. Nella cultura popolare, sono particolarmente associati alla Tratta atlantica degli schiavi africani.

## Origini ed etimologia
L'origine dell'etimo "manilla" è abbastanza chiaramente riconducibile all'ambito delle Lingue romanze, richiamando lo spagnolo manilla (it. "braccialetto"), il portoghese manilha (it. "bracciale") e il latino manus (it. "mano") o monilia, plurale di monile (it. "collana"). Le manillas hanno solitamente forma di ferro di cavallo, con terminazioni losanghiformi che si fronteggiano. Si diffusero inizialmente in Africa occidentale e come moneta merce originariamente a Calabar, la città principale dell'omonimo antico regno costiero sudorientale nigeriano, ove, nel 1505, uno schiavo poteva essere acquistato per 8-10 manillas e una zanna d'elefante per una manilla di rame.
La forma delle manillas richiama quella dei torque celtici: rigidi e circolari e aperti nella parte anteriore.
Una recente e documentata ipotesi relativa all’origine del materiale usato per la costruzione di alcuni tipi di manillas lo fa risalire al rame estratto dalla valle del fiume Reno, in Germania.

## Tipi

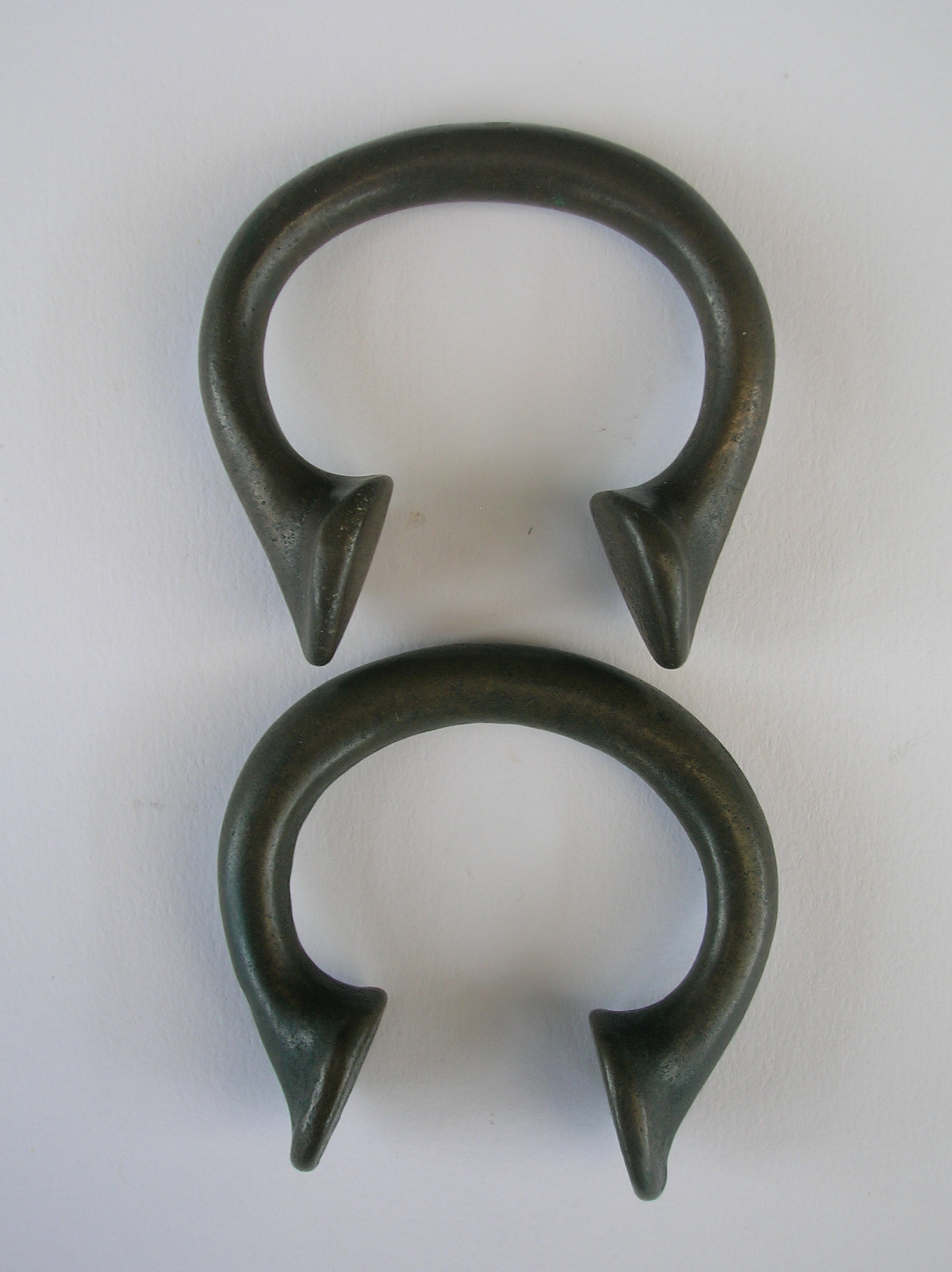
Due forme varianti di manilla Okpoho.

Esistono diverse tipologie di manillas, distinte per foggia, nomenclatura e valore, tante quante in buona sostanza furono le etnie africane che utilizzarono questa tipologia di moneta merce. Gli indigeni valutavano secondo propri parametri quali manillas accettare e quali no. Una delle discriminanti nella valutazione era costituita dal suono che il manufatto emetteva quando colpito.
Un rapporto del console britannico di Fernando Po nel 1856 elencava cinque diversi modelli di manillas in uso in Nigeria:
- Antony Manilla, valido in tutti i mercati interni;
- Congo Simgolo o "a collo di bottiglia", valido solo al mercato di Opungo;
- Onadoo, il migliore per commerciare nel vecchio Calabar, il paese Igbo tra Bonny New Kalabari e il regno di Okrika;
- Finniman Fawfinna, valido nella città di Juju e nel mercato di Qua, valutato la metà di un Antony Manilla; e
- Cutta Antony, apprezzato dal popolo Ambala.

La proliferazione dei nomi africani è probabilmente dovuta più alle usanze regionali che alla specializzazione manifatturiera. Il "Mkporo" è probabilmente una manilla olandese o britannico e il "Popo" è francese, ma il resto sono esempi di un unico prodotto Birmingham in evoluzione.
Un importante tesoro aveva un gruppo di 72 pezzi con patinatura simile e crosta del suolo, suggerendo una sepoltura comune. C'erano 7 Mkporo; 19 Nkobnkob-piede rotondo; 9 Nkobnkob-piede ovale; e 37 piedi quadrati Popo. I "Nkobnkobs" più leggeri nel tesoro erano 108 g e 114 g, mentre si trovano abitualmente (chiamati Onoudu) sotto gli 80 g, questo implica che il gruppo sia stato sepolto a un certo punto nella devoluzione dimensionale della manilla. Mkporo sono realizzati in ottone. La corrispondenza del peso del Nkobnkob dal piede ovale con l'estremità superiore della gamma del piede tondo suggerisce che sia la varietà precedente o contemporanea con i primi piedi tondi. La presenza esclusiva della varietà "piede quadrato" di Popo francese, normalmente scarsa tra i gruppi di circolazione di Popos, suggerisce che questa sia la varietà più antica. È probabile che le prime manillas francesi siano contemporanee dei primi pezzi britannici.
A volte distinti dalle manilla principalmente per la loro vestibilità sono un gran numero di tipi regionali chiamati denaro "Braccialetto" e denaro "Fascia da gamba". Alcuni sono abbastanza uniformi per dimensioni e peso e servivano come denaro di conto come manillas, ma altri erano effettivamente indossati come esibizione di ricchezza. I meno abbienti imitavano i movimenti dei "meglio" che erano così ingombrati dal peso delle manille da muoversi in un modo molto caratteristico. Le manillas più grandi avevano una forma molto più aperta.

## Storia

### Origini

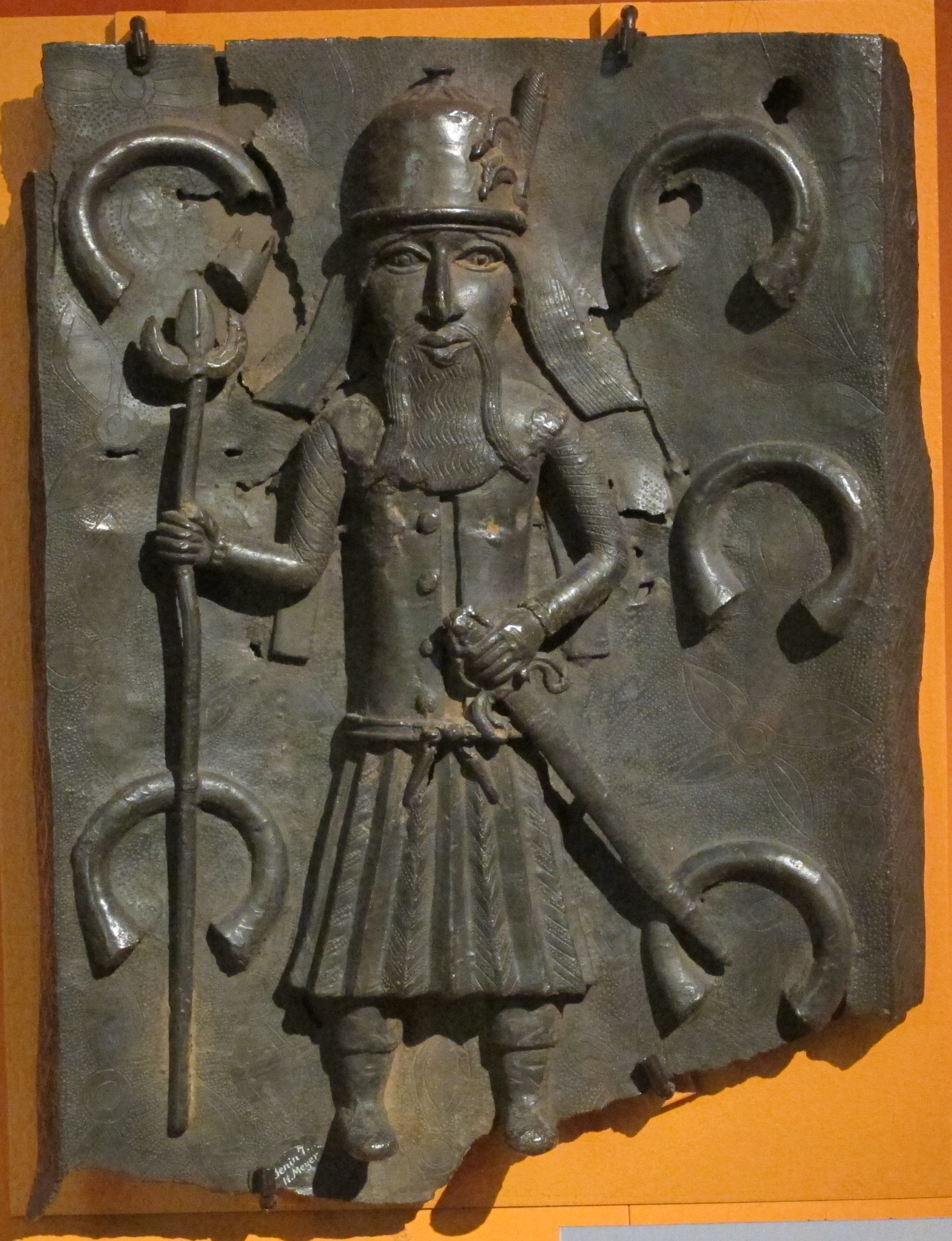
Bronzo del Benin raffigurante un soldato portoghese con manillas sullo sfondo.

Alcune fonti ipotizzano un'origine antica alle manillas, proponendole come frutto della penetrazione fenicia nella costa occidentale africana o, in alternativa, ai commerci ed alle esplorazioni dei cartaginesi, eredi dei Fenici. Sono stati anche suggeriti gli egiziani poiché usavano denaro penannule. Un suggerimento è che i pescatori nigeriani li abbiano allevati nelle loro reti dai relitti di navi europee o li abbiano realizzati con i "spilli" di rame usati nei velieri di legno naufragati nella baia del Benin. Una teoria è che se indigeni, hanno copiato un braccialetto di stoffa di rafia con estremità strombata indossato dalle donne, un'altra che lo Yoruba mondua con le sue estremità a bulbo abbia ispirato la forma a manilla.
I braccialetti di rame e le fasce per le gambe erano i principali "soldi" e di solito venivano indossati dalle donne per mostrare la ricchezza del marito. I primi commercianti portoghesi trovarono quindi una disponibilità preesistente e molto conveniente ad accettare un numero illimitato di questi "braccialetti", e sono indicati da Duarte Pacheco Pereira che fece viaggi negli anni '90 del Quattrocento per acquistare zanne d'avorio, schiavi e pepe. Pagava da 12 a 15 maniglie di bronzo per uno schiavo, meno se erano di rame. Nel 1522 in Benin una schiava di 16 anni costava 50 manillas; il re del Portogallo ha posto un limite di 40 manillas per schiavo per fermare questa inflazione.
Il primo rapporto sull'uso di manillas in Africa indica la sua origine a Calabar, la capitale dello stato di Cross River, nella costa sud-orientale della Nigeria. È stato documentato che nel 1505 a Calabar (Nigeria) le manillas venivano usate come mezzo di scambio, una manilla valeva un grande dente di elefante e uno schiavo costava tra le otto e le dieci manillas. Erano anche in uso sul fiume Benin nel 1589 e di nuovo a Calabar nel 1688, dove i commercianti olandesi compravano schiavi contro pagamento in bracciali di rame grigio grezzo che dovevano essere molto ben fatti o sarebbero stati rapidamente respinti.
Oltre al primo rapporto, l'origine delle Manillas da Calabar per l'uso in Africa e in particolare in Nigeria è confermata anche dall'altro nome africano e universale per Manillas come Òkpòhò, che è una parola (Efik) per denaro usata in questo rapporto e nei titoli delle immagini di questo rapporto.

### Ruolo nella tratta degli schiavi
All'inizio del XVI secolo era comune nella tratta degli schiavi che i portatori portassero le manillas sulla costa africana, e gradualmente le manillas divennero la valuta principale di questo commercio. I portoghesi furono presto soppiantati da inglesi, francesi e olandesi, i quali avevano tutti piantagioni ad alta intensità di manodopera nelle Indie occidentali, e successivamente dagli americani. Un tipico viaggio portava manillas e oggetti utilitari in ottone come pentole e bacinelle nell'Africa occidentale, dove venivano scambiati con schiavi. Il prezzo di uno schiavo, espresso in manillas, variava notevolmente a seconda del tempo, del luogo e del tipo specifico di manilla offerto.

### Produzione e foggia

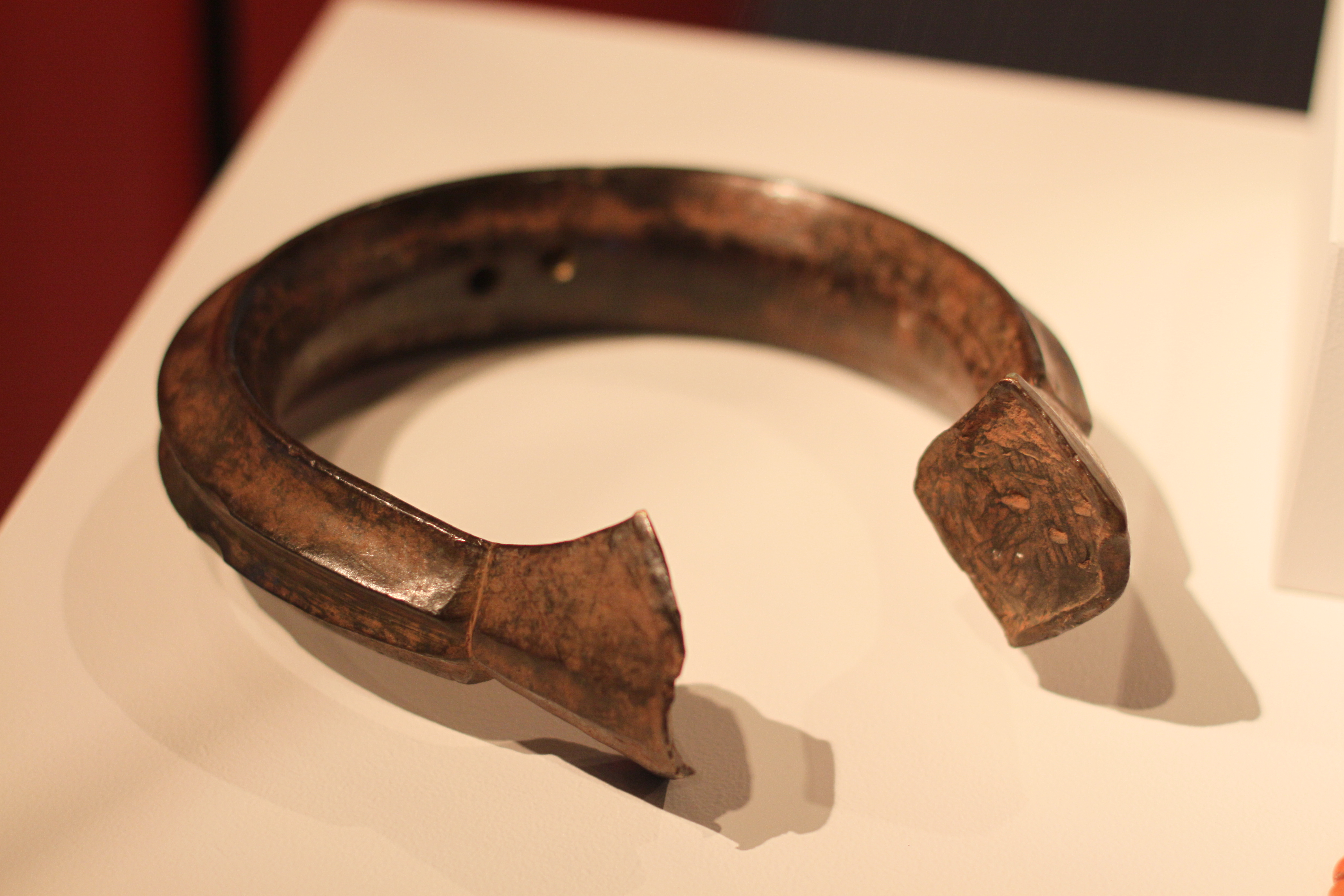
Una grande manilla in mostra al Museo Etnologico di Berlino.

Il rame era noto come "oro rosso dell'Africa" e vi era stato sia estratto sia commerciato attraverso il Deserto del Sahara da mercanti italiani e arabi. Non si sa con certezza che aspetto avessero le manillas portoghesi o olandesi. Dai documenti contemporanei, sappiamo che i primi pezzi portoghesi furono realizzati ad Anversa, forse anche in altri luoghi, per conto del Re del Portogallo e misurano circa 240 millimetri (9,4 in) di lunghezza con 13 millimetri (0,51 in) di calibro e peso di 600 grammi (21 oz) nel 1529, sebbene nel 1548 dimensioni e peso fossero ridotti a circa 250 grammi (8,8 oz)-280 grammi (9,9 oz). In molti luoghi, l'ottone, più economico e facile da fondere, era preferito al rame, quindi i portoghesi introdussero manillas gialle più piccole, di rame e piombo con tracce di zinco ed altri metalli. In Benin, Royal Art of Africa, di Armand Duchateau, è una massiccia manilla di 25 centimetri (9,8 in) diametro e 4,5 centimetri (1,8 in) calibro, fuso grossolanamente con i lati sfaccettati e ben consumato. Potrebbe essere la più pesante (nessun peso indicato) e la prima manilla conosciuta. Tuttavia, nello stesso libro c'è una targa con un europeo che regge due pezzi di forma molto diversa, a forma di mezzaluna senza estremità svasate, sebbene apparentemente pesanti se le proporzioni sono corrette. Oggi, pezzi di queste dimensioni e forma smussata sono associati alla Repubblica Democratica del Congo.
Tra il 1504 e il 1507, i portoghesi importarono 287.813 manillas in Guinea tramite la feitoria di São Jorge da Mina. Quando gli olandesi arrivarono a dominare il commercio con l'Africa, è probabile che abbiano spostato la produzione da Anversa ad Amsterdam, continuando le manillas "d'ottone", anche se, come affermato, non abbiamo ancora modo di identificare con certezza le manillas olandesi. I resoconti di commercianti e viaggiatori sono sia abbondanti che specifici per quanto riguarda nomi e valori relativi, ma non sembra essere sopravvissuto alcun disegno o descrizione dettagliata che potrebbe collegare questi resoconti a specifici tipi di manilla trovati oggi. I metalli preferiti erano originariamente il rame, poi l'ottone verso la fine del XV secolo ed infine il bronzo verso il 1630.

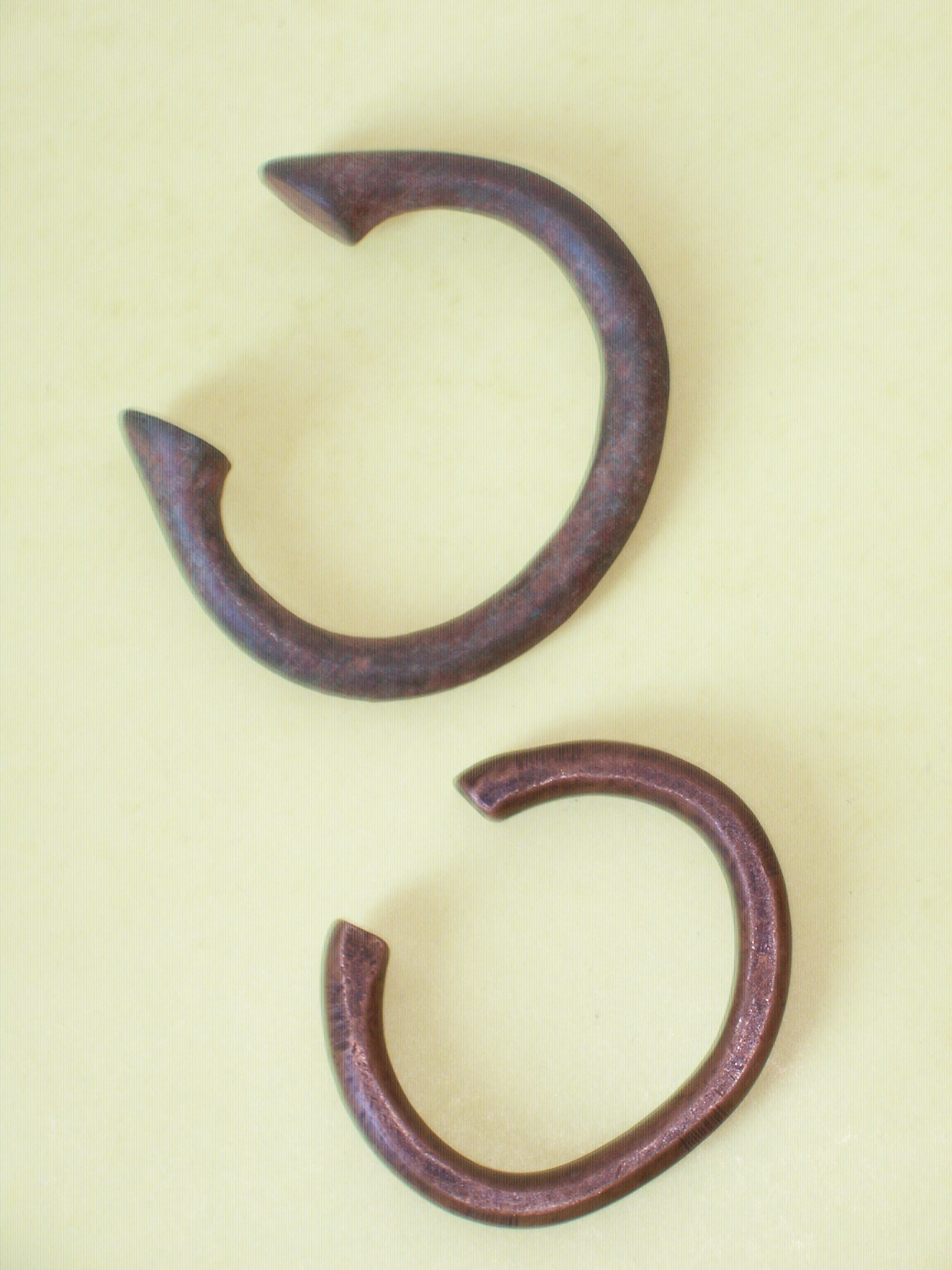
Due diverse varianti di manilla.

All'inizio del XVIII secolo, Bristol, con aziende come R. &amp; W. King (una delle società successivamente incorporate nella United African Company), e poi Birmingham, divenne la più importante città europea di produzione dell'ottone. È probabile che la maggior parte dei tipi di maniglie di ottone siano state prodotte lì, incluso il "periodo medio" Nkobnkob-Onoudu il cui peso apparentemente è diminuito nel tempo, e i tipi ancora più leggeri del "periodo tardo" come Okpoho (dalla parola Efik per ottone) e quelli recuperati dal relitto del Duoro del 1843. Tra i tipi del periodo tardo, i pesi dei campioni si sovrappongono alle distinzioni di tipo suggerendo una produzione contemporanea piuttosto che una progressione di tipi. I Popos, la cui distribuzione del peso li pone nel punto di transizione tra Nkobnkob e Onoudu, sono stati realizzati a Nantes, in Francia, forse anche a Birmingham ed erano troppo piccoli per essere indossati. Sono più larghi dei tipi Birmingham e hanno un bagliore graduale, piuttosto che improvviso, fino alle estremità.
Una classe di pezzi più pesanti e allungati, probabilmente prodotti in Africa, sono spesso etichettati dai collezionisti come manillas "King" o "Queen". Solitamente con estremità svasate e più spesso in rame che in ottone, mostrano un'ampia gamma di sfaccettature e motivi di design. I tipi più semplici erano apparentemente lingotti, ma quelli più elaborati erano di proprietà dei reali e usati come prezzo della sposa e in una "cerimonia morente" pre-funerale. A differenza delle più piccole manillas di denaro, il loro raggio d'azione non era limitato all'Africa occidentale. Un caratteristico tipo di ottone con quattro sfaccettature piatte e estremità quadrate leggermente sporgenti, che vanno da circa 50 oncia (1 400 g) - 150 oncia (4 300 g), è stato prodotto dalla Jonga dello Zaire e chiamato 'Onganda', o 'onglese', francese fonetico per "inglese". Altri tipi che sono spesso chiamati manillas includono pezzi di filo ritorto di grosso spessore (con e senza "nodi") di probabile origine Calabar e pezzi di rame pesanti a più bobine con estremità sporgenti dalla Nigeria.

### Dismissione
Alla proclamazione della valuta nativa del 1902 in Nigeria si proibì l'importazione di manillas, se non con il permesso dell'Alto Commissario, per incoraggiare l'uso del denaro coniato. Tuttavia, erano ancora in uso regolare alla fine degli Anni '40, costituendosi quale problema amministrativo. La tribù Ibo li usava ancora prima di questo e a Wukai una profonda ciotola di mais era considerata uguale a una grande manilla e un recipiente a forma di coppa pieno di sale valeva una piccola manilla. Sebbene le manillas avessero corso legale, fluttuavano contro le valute britanniche e francesi dell'Africa occidentale e le società commerciali di olio di palma hanno manipolato il loro valore a vantaggio durante la stagione del mercato.
Gli inglesi intrapresero nel 1948 la c.d. "Operazione manilla" nel 1948 per sostituire la moneta merce con la valuta britannica dell'Africa occidentale. La campagna ebbe grande successo e oltre 32 milioni di pezzi sono stati acquistati e rivenduti come rottami. La manilla, persistente ricordo della tratta degli schiavi, cessò di avere corso legale nell'Africa occidentale britannica il 1º aprile 1949, dopo sei mesi di massiccia campagna di ritiro dal mercato. Le persone potevano tenerne un massimo di 200 per cerimonie come matrimoni e sepolture. Solo Okpoho, Okombo e abi sono stati ufficialmente riconosciuti e sono stati "comprati" a 3d., 1d. e mezzo penny rispettivamente. 32,5 milioni di Okpoho, 250.000 okombo e 50.000 abi sono stati consegnati e scambiati. Un commerciante di metalli in Europa ha acquistato 2.460 tonnellate di manillas ma l'esercizio è comunque costato al contribuente da qualche parte nella regione di £ 284.000.

### Rinascita
Come curiosità per il commercio turistico e per usi interni "non monetari", le manillas sono ancora realizzate, spesso con metalli più moderni come l'alluminio ma con il design ancora in gran parte tradizionali, e ancora nel 2000 potevano essere ancora usati occasionalmente in alcuni villaggi remoti del Burkina Faso.

## Usi

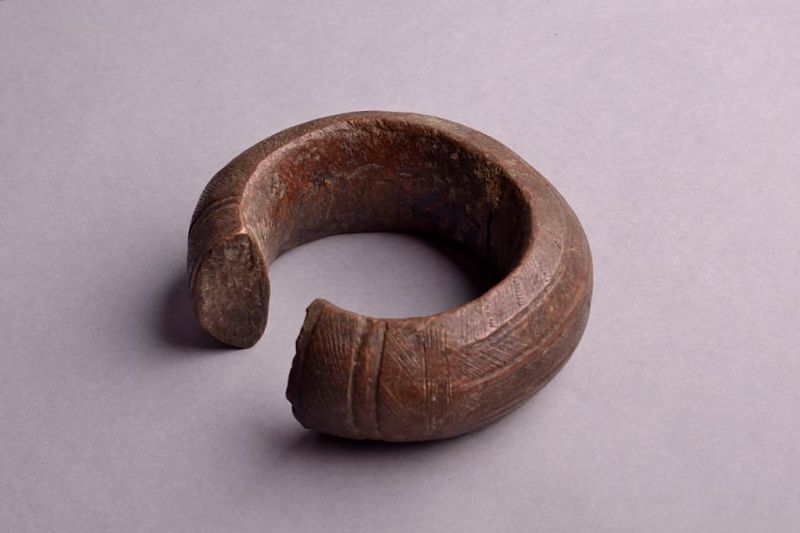
Variante di manilla decorata con un disegno geometrico - Castello Sforzesco di Milano, Italia.

Internamente, le manillas furono la prima vera valuta per uso generale conosciuta nell'Africa occidentale, utilizzata per gli acquisti ordinari sul mercato, la dote matrimoniale della sposa, il pagamento di multe, il compenso degli indovini e per i bisogni dell'altro mondo, come denaro funerario. I gusci di ciprea, importati dalla Melanesia e valutati a una piccola frazione di una manilla, venivano usati per piccoli acquisti. Nelle regioni al di fuori dell'Africa occidentale costiera e del fiume Niger, una varietà di altre valute, come braccialetti dal design nativo più complesso, unità di ferro spesso derivate da strumenti, bacchette di rame, a loro volta spesso piegate in braccialetti, nonché la famosa Handa, la croce del Katanga, servivano tutti come fondi per scopi speciali. 
Con la fine della tratta degli schiavi nel XIX secolo, anche la produzione di manilla divenne non redditizia. Entro il 1890 il loro uso nell'economia di esportazione era incentrato sul commercio d'olio di palma. Molte manillas sono state fuse da artigiani africani per produrre opere d'arte. Le manillas venivano spesso appese su una tomba per mostrare la ricchezza del defunto e nella zona di Degema (Benin) alcune donne indossano ancora grandi manillas al collo ai funerali per poi deporle sul santuario di famiglia. Si dice che manillas d'oro siano state realizzate per i più importanti e potenti sovrani africani, come il re Jaja di Opobo nel 1891.

### Bibliografiche
1. 1 2  (EN) Chamberlain CC, The Teach Yourself Guide to Numismatics, English Universities Press, 1963,  p. 92.
2. 1 2 3  Details of Manillas Archiviato il 7 luglio 2007 in Internet Archive.
3. 1 2  Rees 2000, pp. 46-47.
4. 1 2 3 4 5 6  Semans 2018.
5. ↑  Einzig 1949.
6. ↑  (EN) Talbot PA, The peoples of Southern Nigeria, 4. Linguistics and statistics, Londra, 1926.
7. 1 2 3  Einzig 1949, p. 151.
8. ↑  Einzig 1949, p. 150.
9. 1 2 3 4  Rees 2000, p. 46.
10. ↑  Einzig 1949, pp. 150-152.
11. ↑  Einzig 1949, p. 155.
12. 1 2 3  Rees 2000, p. 47.